# Фронт (альбом)
Фронт — второй и последний магнитоальбом советской андеграундной рок-группы «Бэд Бойз», выпущенный в 1986 году в Челябинске-70.

## Об альбоме
После успеха подпольно выпущенного альбома «Гимн» в 1985 году группой заинтересовался Комитет Государственной Безопасности. Однако основатели группы Александр Мальцев и Игорь Загороднов приняли решение успеть записать второй альбом.
Материал альбома по концепции продолжал предыдущий магнитоальбом, однако песни альбома стали носить более ужесточённый антисоветский характер, в частности, направленный как в адрес советского правительства («Предок», «Партайгеноссе», «Большой брат», «Оккупант»), так и в адрес общества в целом («Панк», «Жил-был мальчик», «Мне страшно надоело»), а также особое место в альбоме заняли песни философского характера («Фронт», «Свобода», «Идея», «Приказано критиковать» и другие).
Как и первый альбом, второй альбом был поделен на две части: первая сторона представляла собой песни «в электрическом варианте», то есть с использованием синтезатора, гитары и ритм-бокса, а вторая сторона — «в акустическом варианте»: только голос Мальцева под акустическую гитару. В одной из песен Мальцев говорит: «В связи с увеличением стрёма группа „Бэд Бойз“ играет последний раз в электрическом варианте».
Музыканты писали альбом в напряжённых условиях, закрывая окна и двери, записываясь в наушниках и общаясь друг с другом только на улице. После записи альбома в 1986 году участники были взяты спецслужбами: в результате Загороднова долго уговаривали отказаться от причастности к записи и авторства песен альбома, а Мальцев покинул Челябинск-70, после чего группа фактически распалась.

## Список композиций
Слова и музыка всех песен — написаны Александром Мальцевым и Игорем Загородновым.
| №  | Название        | Длительность |
| -- | --------------- | ------------ |
| 1. | «Фронт»         | 2:28         |
| 2. | «Оккупант»      | 3:21         |
| 3. | «Предок»        | 2:45         |
| 4. | «Панк»          | 1:55         |
| 5. | «Супермент»     | 2:36         |
| 6. | «Партайгеноссе» | 5:41         |
| 7. | «Ты в прицеле»  | 0:52         |

| №  | Название                | Длительность |
| -- | ----------------------- | ------------ |
| 1. | «Свобода»               | 1:24         |
| 2. | «Большой брат»          | 1:52         |
| 3. | «Идея»                  | 2:18         |
| 4. | «Мирный атом»           | 1:22         |
| 5. | «Мне страшно (надоело)» | 1:54         |
| 6. | «Магнитофон (Феличита)» | 2:07         |
| 7. | «Приказано критиковать» | 2:33         |
| 8. | «Bad Boys, Good Girls»  | 2:06         |
| 9. | «Жил-был мальчик»       | 2:33         |

## Участники записи
- Александр Мальцев — вокал
- Игорь Загороднов — синтезатор, клавишные ритм-бокс
- Олег Садовников — гитара
- Дмитрий Загороднов — звукоинженер, продюсер